# Condado de Wheeler (Texas)
El condado de Wheeler es un condado del estado de Texas, Estados Unidos. Tiene una población estimada, a mediados de 2021, de 4927 habitantes.
La sede del condado es Wheeler y su mayor ciudad es Shamrock.
Tiene un área de 2371 km² (de los cuales 2 km² están cubiertos por agua).

## Demografía

### Censo de 2020
Según el censo de 2020, en ese momento el condado tenía una población de 4990 habitantes. La densidad de población era de 2.1 hab/km².
| Raza                   | Núm. | Porc.  |
| ---------------------- | ---- | ------ |
| Blancos                | 3748 | 75.11% |
| Afroamericanos         | 86   | 1.72%  |
| Amerindios             | 57   | 1.14%  |
| Asiáticos              | 27   | 0.54%  |
| Isleños del Pacífico   | 2    | 0.04%  |
| De otras razas         | 518  | 10.38% |
| De una mezcla de razas | 552  | 11.06% |

Del total de la población, el 24.59% eran hispanos o latinos de cualquier raza.

### Censo de 2000
Según el censo de 2000, en ese momento había 5284 personas, 2152 hogares y 1487 familias en el condado. La densidad de población era de 6 habitantes por milla cuadrada.
La composición racial del condado era:
- 87,83% blancos
- 2,78% afroamericanos
- 0,78% amerindios
- 0,55% asiáticos
- 0,08% isleños del Pacífico
- 6,64% otras razas
- 1,34% de dos o más razas.

Había 2152 hogares, de los cuales el 29,60% tenían menores de 18 años, el 58,00% eran parejas casadas viviendo juntas, el 7,70% eran encabezados por mujeres (monoparentales) y el 30,90% no eran familias.
El tamaño promedio de una familia era de 2,94 miembros.
En el condado el 24,90% de la población tenía menos de 18 años, el 6,50% tenía de 18 a 24 años, el 22,50% tenía de 25 a 44, el 25,20% de 45 a 64, y el 20,90% eran mayores de 65 años. La edad promedio era de 42 años. Por cada 100 mujeres había 92,00 hombres. Por cada 100 mujeres mayores de 18 años había 87,40 hombres.
Los ingresos medios de los hogares del condado eran de $31.029 y los ingresos medios de las familias eran de $36.989. Los hombres tenían ingresos medios por $26.790 frente a los $19.091 que percibían las mujeres. Los ingresos per cápita del condado eran de $16.083. El 11,60% de las familias y el 13,00% de la población estaban debajo de la línea de pobreza. De ese total, el 13,30% tenían menos de 18 y el 16,80% tenían 65 años o más.